# محمد الحبسي
محمد الحبسي (مواليد 21 أغسطس 1991) هو سبّاح عماني، مثّل بلاده في الألعاب الأولمبية الصيفية 2008.

## روابط خارجية
محمد الحبسي على موقع الاتحاد الدولي للسباحة (الإنجليزية)
- محمد الحبسي على موقع SwimRankings.net (الإنجليزية)
- محمد الحبسي على موقع اللجنة الأولمبية الدولية (الإنجليزية)
- محمد الحبسي على موقع أوليمبيديا (الإنجليزية)